# サケイ科
サケイ科（サケイか、学名 Pteroclidae）は、鳥類の1科である。
サケイ（沙鶏）と呼ばれるが、「サケイ」はうち1種の和名でもある。

## 名称
学名は従来は主に Pteroclididae が使われてきたが、Bonaparte により最初に記載された学名は Pteroclidae である。文法的にどちらが正しいかについては議論があるが、現在の国際動物命名規約 (ICZN) は文法的誤りを理由とした学名の変更を認めていない。そのため学名として正しいのは Pteroclidae である。
和名（漢名）の「沙鶏」は「砂漠に住む鷓鴣」の意味である。

## 特徴
ユーラシアとアフリカの砂漠・半砂漠・サバンナに生息する。
全長23–41cm。嘴（くちばし）は短い。脚は短く、足は3前趾足で、後趾が縮小ないし消失している。羽色は地味な褐色で、白い斑点がある。初列風切は11枚。
地上性で種子や昆虫を食べる。地上のくぼみに巣材を敷いただけの巣を作り、雛は離巣性。子育て時は、巣から離れた水場で水を飲み、腹の羽毛に水を含ませて巣に帰り雛に飲ませる。

## 系統と分類
現代的な分類では、単型のサケイ目を構成する。
Fürbringer (1888); Gadow (1893); Stegmann (1968) などにより、ハト目との骨格の共通点が指摘され、伝統的にはハト目に含められてきた。ただし、ハト科とは相違点も多いため、サケイ亜目 Pterocletes としてハト亜目 Columbae とは区別されていた。
Sibley分類ではハト目から外されたが、チドリ目（ミフウズラ科以外）の姉妹群とされ、同じコウノトリ目チドリ亜目にサケイ下目 Pteroclides として分類された。実際はチドリ目とは類縁性はない。
サケイ目の系統的位置は、Neoaves の一員という以上には確定していない。Ericson (2006) ではハト目とサケイ目が姉妹群とされたが、より多い遺伝子による Hackett (2008) では、((ハト目+クイナモドキ目)+サケイ目)、つまり遠くはないが姉妹群ではないという関係が、非常に弱く支持されるにとどまる)。分子系統は未確定とし、形態から、ハト目とサケイ目を姉妹群とみなすべきだとも意見もある。

## 属と種
国際鳥類学会議 (IOC) の分類による。2属16種からなる。
- サケイ属 Syrrhaptes
  - Syrrhaptes tibetanus, Tibetan Sandgrouse, チベットサケイ
  - Syrrhaptes paradoxus, Pallas’s Sandgrouse, サケイ
- シロハラサケイ属 Pterocles
  - Pterocles alchata, Pin-tailed Sandgrouse, シロハラサケイ
  - Pterocles namaqua, Namaqua Sandgrouse, クリムネサケイ
  - Pterocles exustus, Chestnut-bellied Sandgrouse, チャバラサケイ
  - Pterocles senegallus, Spotted Sandgrouse, セネガルサケイ
  - Pterocles orientalis, Black-bellied Sandgrouse, クロハラサケイ
  - Pterocles gutturalis, Yellow-throated Sandgrouse, キノドサケイ
  - Pterocles coronatus, Crowned Sandgrouse, ササフサケイ
  - Pterocles decoratus, Black-faced Sandgrouse, クロガオサケイ
  - Pterocles personatus, Madagascar Sandgrouse, マダガスカルサケイ
  - Pterocles lichtensteinii, Lichtenstein’s Sandgrouse, クロビタイサケイ
  - Pterocles indicus, Painted Sandgrouse, サザナミサケイ
  - Pterocles quadricinctus, Four-banded Sandgrouse, ヨツオビサケイ
  - Pterocles bicinctus, Double-banded Sandgrouse, フタオビサケイ
  - Pterocles burchelli, Burchell’s Sandgrouse, シロボシサケイ